# Elaphrornis
Elaphrornis is een monotypisch geslacht van zangvogels uit de familie Locustellidae. De wetenschappelijke naam van het geslacht is voor het eerst geldig gepubliceerd in 1879 door de Australische ornitholoog William Vincent Legge. 

## Soorten
De enige soort in dit geslacht:
- Elaphrornis palliseri –  Ceylonese struikzanger